# Kerry Anne Wells
Kerry Anne Wells (Perth, 25 settembre 1951) è una modella australiana, incoronata Miss Universo 1972.

## Biografia
Nel 1972 Kerry Anne Wells fu incoronata anche Miss Australia ed arrivò al secondo posto di Miss International. È stata la prima donna australiana a vincere il titolo.
Dopo l'anno di regno, la Wells ha lavorato per la televisione australiana, oltre che come stilista.